# Pancho Cavero
Francisco Javier Martín Cavero Alprecht (Lima, 9 de abril de 1973), conocido como Pancho Cavero, es un médico veterinario, escritor y presentador peruano, cofundador de la Clínica Veterinaria Pancho Cavero. Alcanzó reconocimiento al haber conducido programas informativos dedicados a la medicina veterinaria en radio y televisión peruana.

## Biografía
Nació el 9 de abril de 1973 en Lima, bajo el nombre completo de Francisco Javier Martín Cavero Alprecht, siendo hijo de padre veterinario. Realizó sus estudios escolares en el Colegio Markham y estudió la carrera de Medicina Veterinaria en la Universidad Nacional Mayor de San Marcos, en la cual fue egresado ejerciendo la profesión. Años más tarde, fundaría la Clínica Veterinaria Pancho Cavero, en 2004, empresa dedicada a la salud y cuidado de los animales, teniendo como centros de operaciones en los distritos de Lince y Barranco hasta 2025. En el año 2011, recibió una condecoración del centro educativo mencionado, por su trayectoria profesional en la rama de la medicina. Incursionó como locutor de radio, participando en la conducción del programa Naturaleza animal, por Radio San Borja, en 2013.
En el año 2015, fue invitado por la productora Michelle Alexander, para incluirse a la conducción de su programa propio, Dr. Vet, por América Televisión, haciendo su debut por primera vez en la televisión local y logra alcanzar al estrellato. Previo a ello, Cavero escribió la obra Veterinario en casa, basada en su faceta profesional y en el formato de guía e instrucción.Fue parte del segmento «Entre patas al rescate», del magacín Hola a todos, en el año 2016.
Tras su renuncia, en 2017, fue presentado como conductor de la otra producción del mismo formato, Los animales me importan, por Latina Televisión, donde utilizó su icónica frase como título del programa, permaneciendo hasta su renuncia en 2019. En ese año, organizó la caminata bajo el nombre del programa mencionado en su ciudad natal. Más tarde, firma con la televisora ATV para unirse a su nuevo espacio Pancho SOS, manteniéndose en la conducción en 2020, en pleno estado de emergencia producto de la pandemia de COVID-19. Seguidamente, Cavero lanzó su segundo libro, Veterinario literalmente en casa, siendo la continuación de la antecesora.
En el año 2024, concursa en el programa de telerrealidad culinario El gran chef famosos, en dupla con su pareja sentimental, la actriz peruana Ximena Díaz, en el cual ambos compiten contra otras celebridades del medio local.
En 2025, anunció que reestructuraría su franquicia de clínica veterinaria para centrarse en las actividades de crianza responsable de mascotas.

## Televisión
| Año       | Título                   | Rol                                                | Canal              |
| --------- | ------------------------ | -------------------------------------------------- | ------------------ |
| 2015-2016 | Dr. Vet                  | Presentador                                        | América Televisión |
| 2016      | Hola a todos             | Presentador de la secuencia Entre patas al rescate | ATV                |
| 2017-2019 | Los animales me importan | Presentador                                        | Latina Televisión  |
| 2020      | Pancho SOS               | Presentador                                        | ATV                |
| 2024      | El gran chef famosos     | Concursante (temporada 6)                          | Latina Televisión  |

### Radio
- Naturaleza animal (2013), Radio San Borja.
- Veterinaria Capital (2016), Radio Capital.[5]

## Literatura
- Veterinario en casa (2014), autor;
- Veterinario literalmente en casa (2020), autor.

## Reconocimientos
- Condecoración de la Universidad Nacional Mayor de San Marcos (2011)[2]